# 京王リテールサービス
京王リテールサービス株式会社（けいおうリテールサービス）は、かつて東京都渋谷区に本社を置いていた京王グループの物販会社。京王電鉄の完全子会社。
京王の駅構内の売店「A LoT」やコンビニエンスストア「K-Shop」などを運営していたが、2016年4月1日付で、同じ京王グループの食品スーパー運営会社の京王ストアに吸収合併され、これらの事業は同社に引き継がれた。
京王電鉄がPASMO電子マネーサービスに参加しており、同社が運営する店舗でもPASMOやSuicaによる電子マネーが利用できる。

## 沿革
- 2005年4月1日 - 京王観光株式会社の会社分割により、設立。
- 2007年10月1日 - 飲食（そば）事業を株式会社レストラン京王に移管。
- 2016年4月1日 - 京王ストアに吸収合併。

## かつて運営していた店

### 京王ストアへ継承された店舗

#### A LoT
京王線・井の頭線駅構内の売店。駅によっては複数箇所設置されていることがある。
設置駅
- 京王線：桜上水駅、西調布駅、武蔵野台駅、東府中駅、中河原駅、聖蹟桜ヶ丘駅、百草園駅、長沼駅、南平駅を除く全ての駅
- 高尾線：めじろ台駅、高尾駅
- 相模原線：稲城駅、京王永山駅、多摩境駅、橋本駅
- 競馬場線：府中競馬正門前駅
- 井の頭線：渋谷駅、下北沢駅、東松原駅、明大前駅、浜田山駅、吉祥寺駅

#### K-Shop
コンビニ形式の店舗。京王線・井の頭線の駅構内のみならず、沿線の大学・医療機関にも出店している。
店舗網
- 駅 - 新宿駅、明大前駅、桜上水駅、武蔵野台駅、東府中駅、府中駅、高幡不動駅、高尾山口駅、若葉台駅、南大沢駅、渋谷駅、永福町駅、高井戸駅、久我山駅
- バス - 新宿高速バスターミナル
- 大学 - 電気通信大学（調布市）、杏林大学（八王子市）
- 病院 - よみうりランド慶友病院（稲城市）

#### その他
- 多摩動物公園前でのレストハウス（2013年11月30日閉店）・駐車場経営、山中湖畔での貸別荘経営をしている。

### レストラン京王へ継承された店舗
下記は、2007年に、京王グループ内の再編でレストラン京王に移行した。

#### 高幡そば
立ち食いそばの店。1999年7月1日、高幡不動駅に門前そばの店名で第1号店を出店。その後、明大前駅、つつじヶ丘駅、分倍河原駅にも出店。高幡そばの店名の由来は、1号店の場所となった高幡を冠することによって、初心を忘れないようにとのことである。分倍河原の店舗は、"分倍"店ではなく"分梅"店（同駅所在地の町名）であったが、バリアフリー工事のため閉店した。
開店当初は、幌加内町産のそば粉、北関東産のうどん粉を使用、店内で生そばを茹で、揚げ物を揚げるなどこだわりがあった。その後、別の場所で調理済みの揚げ物、茹でそばを温める形態に退化し、トッピングのメニューの大幅削減など合理化が行われた。2008年3月より、高幡店などで茹でたて揚げたてが復活している。

#### 多摩の里
- 昼はそばの店、夜は居酒屋となるそば屋。初台駅、高尾駅、京王多摩センター駅にある。